# Le Tripode
Pour les articles homonymes, voir tripode.
Le Tripode est un immeuble jadis situé à Nantes, en France, et détruit en 2005.

## Localisation
Le Tripode se trouvait sur l'île de Nantes, sur les rives de la Loire (bras de la Madeleine), le long du boulevard Louis-Barthou, près du nouveau pont Aristide-Briand et du boulevard Général-De-Gaulle.

## Historique
Inauguré le 26 mai 1972, après cinq ans de travaux, l'immeuble fait partie des premières constructions liées à l'aménagement de la « ZUP de l'Ile Beaulieu » (qui devint une ZAC peu avant le dépôt du permis de construire en 1970). Il a été conçu par l'architecte Jean Dumont et a accueilli des services du ministère des Affaires étrangères, de l'Insee et du Trésor public soit 1 000 personnes. 
Le Tripode doit son nom à son plan configuré en forme d'étoile à trois branches.
L'utilisation d'amiante dans sa construction conduisit à l'évacuation des derniers occupants en 1994. Mis en vente, l'immeuble ne trouve pas acquéreur et sera finalement cédé pour un euro symbolique à la communauté urbaine de Nantes qui décide de le raser. Après un an de désamiantage, le Tripode fut finalement démoli par dynamitage dans la matinée du 27 février 2005 devant 30 000 personnes.
Depuis, il a laissé son nom à plusieurs toponymes de cette partie du nouveau quartier d'affaires Euronantes construit à son emplacement. Le nom de « Tripode » a été donné à une station Ligne 4 du Busway de Nantes desservant le site sur lequel une « rue du Tripode » a également été créée.

## Procès de l'amiante
Environ 1 800 personnes ont été exposées à l'amiante dans ce bâtiment, conduisant un collectif à réclamer le classement du bâtiment en site amianté,. Une étude épidémiologique effectuée en 2016 conclut que « l’âge moyen au décès est significativement plus faible pour les agents du Tripode ».
Fin août 2020, le tribunal administratif de Nantes a condamné l'État a indemniser 140 agents des ministères des Finances publiques, des Affaires étrangères et de l'Insee pour leur exposition à l'amiante entre 1972 et 1993.

## Galerie

Destruction du Tripode
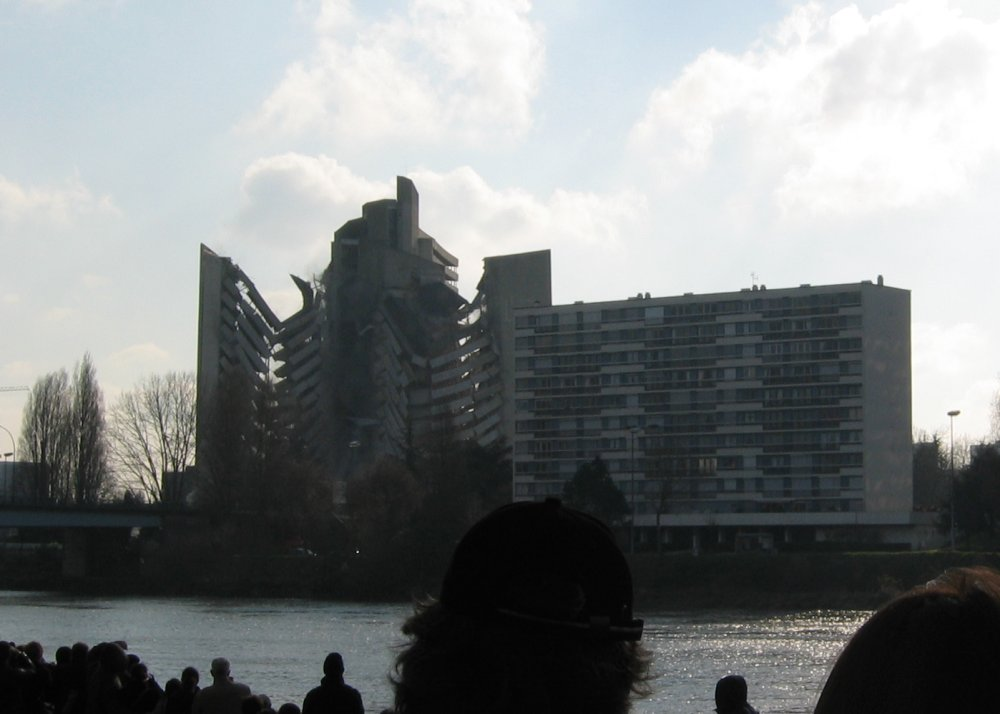
Pendant l'explosion
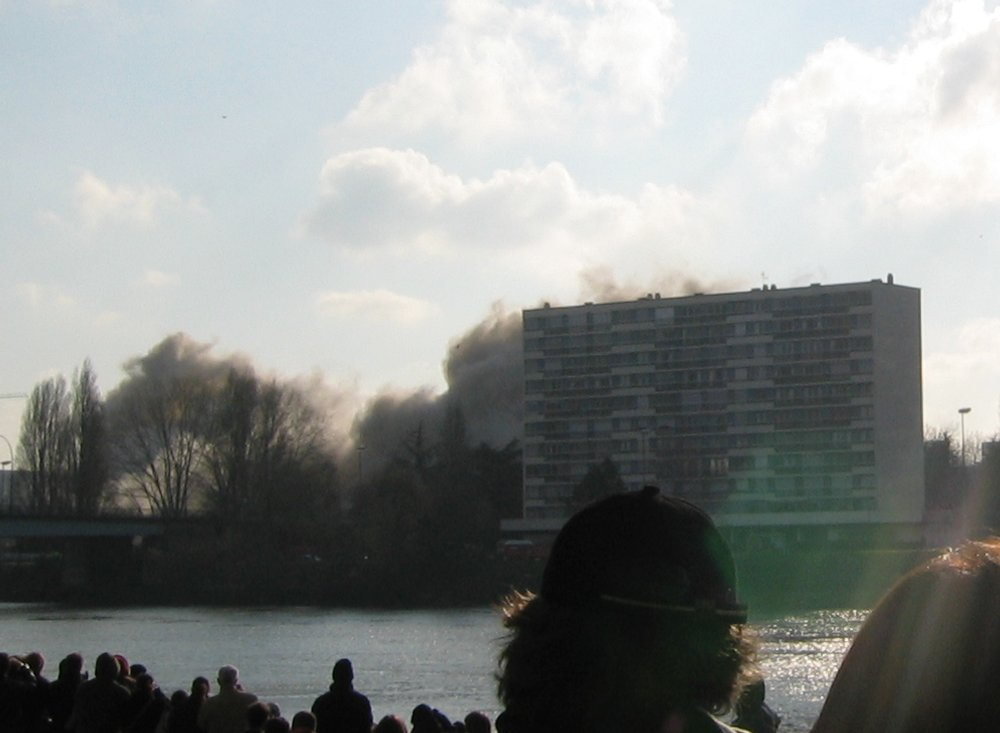
Après l'explosion